# Echidna (Mythologie)
Echidna (altgriechisch Ἔχιδνα Échidna) ist eine Gestalt der griechischen Mythologie, die zur Mutter zahlreicher Monster wurde.
Es gibt unterschiedliche Erzählungen über ihre Abstammung. Dementsprechend war sie die Tochter des Phorkys, eines Alten des Meeres, und der Keto, eines Meeresungeheuers, oder aber der Kallirrhoë und des Chrysaor, der dem Leib seiner Mutter Medusa entsprungen war, als Perseus diese enthauptete, oder auch der Gaia und des Uranos.
Als „ein unsagbares Scheusal, halb schönäugiges Mädchen, halb grausige Schlange, riesig, buntgefleckt und gefräßig“ war sie ein anscheinend nicht nur furchtbares, sondern auch fruchtbares Ungeheuer. Typhon – den Gaia von Tartaros empfangen hatte, um sich an Zeus zu rächen, so dass hier, falls es sich um dasselbe Ungeheuer handelt, womöglich eine Geschwisterehe geschlossen wurde – zeugte mit ihr den zweiköpfigen Orthos, den dreiköpfigen Kerberos und die Hydra, die auch als die „Lernäische Schlange“ bezeichnet wird.
Außerdem zeugte Typhon mit ihr die Chimaira, die Sphinx, den Nemeischen Löwen und die Phaia sowie Aithon, einen riesigen Adler.
Herakles zeugte mit ihr nach Herodot Gelonos, Agathyrsos und Skythes. 
Im Englischen sind Ameisenigel nach Echidna benannt.